# Holmestrand
Holmestrand este o comună din provincia Vestfold, Norvegia.